# Ли Фаньу
Ли Фаньу (кит. 李范五, 3 мая 1912, Фусин, Цзилинь — 1986), он же Ли Фудэ и Чжан Сун — китайский государственный и политический деятель, председатель Народного правительства провинции Хэйлунцзян в 1958—1966 гг.
Кандидат в члены ЦК Компартии Китая 9 и 10-го созывов.

## Биография
Родился 3 мая 1912 года в деревне Фусин уезда Мулин, провинция Цзилинь.
Окончил факультет политики и права Пекинского университета. Занимал должности секретаря парткомов КПК уездов Мулин и Нинъань, участвовал в формировании Северо-Восточной антияпонской объединённой армии.
В 1945 году — секретарь рабкома КПК провинции Хэцзян и одновременно заместитель председателя Народного правительства провинции. В 1949 году назначен заместителем председателя Народного правительства провинции Сунцзян, в том же году переведён назначен заместителем министра лесного хозяйства и мелиорации Центрального народного правительства.
В 1958 году направлен в Хэйлунцзян на должность секретаря парткома КПК провинции — членом Постоянного комитета парткома, в сентябре того же года назначен губернатором провинции Хэйлунцзян по совместительству. С 1960 года одновременно занимал позицию второго секретаря парткома КПК провинции. В 1966 году во время Культурной революции обвинён в «контрреволюции» и подал в отставку со всех занимаемых должностей.